# Jacques Plante (letrista)
Jacques Plante (París, Francia; 14 de agosto de 1920 – ibídem, 16 de julio de 2003) fue un letrista, editor y entomólogo francés.

## Biografía
Plante nació en París en 1920. A principios de la década de 1940, escribió sus primeras canciones con su amigo de la infancia Lawrence Riesner y en 1943, escribió «Marjolaine» junto al compositor Louiguy para el cantante francés André Claveau. Más tarde, tras la Liberación de Francia, tuvo sus primeros éxitos con la cantante Yvette Giraud, que interpretó «Mademoiselle hortensia» y «La danseuse est créole» en 1946. André Claveau también interpretó «Domino» (1950).
En 1949, escribió «D'où viens-tu» para Bourvil, y ese mismo año, Les Compagnons de la chanson y Georges Guétary interpretaron «Maître Pierre».
Durante la década de 1950, Tino Rossi, quien era entonces una gran estrella, añadió a su repertorio canciones de Plante, como «Chérie, sois fidèle», «Quand tu t'en iras» y «Tango bleu». Sin embargo, fueron Line Renauld e Yves Montand quien interpretaron los éxitos que marcarían la carrera del autor en ese momento.
Después de una buena racha de éxito, más artistas de esa época añadieron canciones suyas a su repertorio. Plante escribió canciones para Eddie Constantine («Je vais revoir ma blonde», 1956), Anny Gould («Le musicien», 1953; «Sur le pont du nord», 1954; «Les Printemps perdus» y «Le Tendre Piège», 1957; «Quand j'aime», 1958), André Dassary («La Fête aux fleurs»), Jacqueline François («Serenata», 1956; «La Vie mondaine», 1958; «L'amour est dans ta rue» y «J'aurai voulu danser», 1959), John William («Une île au soleil», 1956) y Gloria Lasso («Diana», 1958).
Durante los años sesenta, Jacques Plante comenzó una gran colaboración con Charles Aznavour. Escribieron «Les Comédiens», «For me formidable» y «La Bohème», entre otras. Plante también tendría la oportunidad de que Édith Piaf, que murió unos meses más tarde, interpretara «Le Petit Brouillard» y «Les Amants de Venise». El cantautor francés Hugues Aufray también interpretó «Santiano» y «Dès que le printemps revient»; esta última participó en el Festival de la Canción de Eurovisión 1964 representando a Luxemburgo, quedando en un gran cuarto puesto junto a Francia.
Plante demostró que era un autor capaz de adaptarse a todos los artistas, pues también trabajó con artistas yeyé, como Richard Anthony («Tu m'étais destinée», 1958; «J'entends siffler le train», 1962; «À toi de choisir», 1964; «Sunny», 1966), Les Chaussettes noires («C'est la nuit», 1962), Marcel amont («Un Mexicain», 1962), Lucky Blondo («Des roses rouges pour un ange blond»), Danyel Gérard («Il pleut dans ma maison», 1964), Christophe («Ça ne fait rien») y Dalida («Tu croiras»).
Además, con Jacques Plante, Pétula Clark tuvo más éxito en Francia: «Chariot» y «L'Enfant do» (1962), «Je me sens bien auprès de toi», «Le Soleil dans les yeux» y «Le Train des neiges» (1963) y «Ceux qui ont un cœur» (1964) son algunos ejemplos. Sheila también le debe algunos de sus grandes éxitos, como «L'Heure de la sortie» y «Le Cinéma» (1966), «Les Papillons» y «Adios amor» (1967) y «Quand une fille aime un garçon» (1968).
Otra artista favorita de Plante en los años sesenta, Rika Zaraï, interpretó «Michaël» (1964), «Prague» (1966), «Un beau jour, je partirai» y «Personne au monde» (1967), entre otros. También colaboró con Dominique Walter («Chez nous», 1966), David Christie («Maldré toi, malgré moi», «La noche del verano»), Mathé Altéry («J'aurais voulu danser» y «L'amour est dans ta rue», 1965; «Jardins d'Andalousie», 1968; «Un bateau s'en va») y Mireille Mathieu («C'est à Mayerling», 1968).
Antes de la creación de su propia editorial, MCA/Caravelle, y retirarse a Suiza, Plante escribió «Vieille Canaille» para Eddy Mitchell y «Quand on ne peut pas avoir la fille qu'on aime» para Shake en 1977.
Jacques Plante murió el 16 de julio de 2003 en París, a la edad de 82 años. Está enterrado en el cementerio del Père-Lachaise.